# Euscorpius hadzii
Espèce
Synonymes
- Euscorpius carpathicus hadzii Caporiacco, 1950
- Euscorpius carpathicus polytrichus Hadzi, 1929

Euscorpius hadzii est une espèce de scorpions de la famille des Euscorpiidae.

## Distribution
Cette espèce se rencontre dans les Balkans : dans le Nord de l'Albanie, au Monténégro, dans le Sud de la Croatie, en Bosnie-Herzégovine, en Serbie, au Kosovo et en Macédoine du Nord,.
La population de Bulgarie et du Nord de la Grèce a été décrite comme une espèce distincte Euscorpius solegladi.

## Description
Les mâles décrits par Fet et Soleglad en 2002 mesure 40,15 mm et 40,20 mm et les femelles 40,05 mm et 40,90 mm.

## Systématique et taxinomie
Cette espèce a été décrite sous le protonyme Euscorpius carpathicus polytrichus Hadzi par 1929, ce nom étant préoccupé par Euscorpius italicus polytrichus Hadzi, 1929, elle est renommée Euscorpius carpathicus hadzii par Caporiacco en 1950. Elle est élevée au rang d'espèce par Fet et Soleglad en 2002, qui dans le même temps placent Euscorpius carpathicus lagostae en synonymie. Euscorpius carpathicus lagostae est relevée de synonymie et élevée au rang d'espèce par Podnar, Grbac, Tvrtković, Hörweg et Haring en 2021.

## Étymologie
Cette espèce est nommée en l'honneur de Jovan Hadži.

## Publication originale
- Caporiacco, 1950 : « Le specie e sottospecie del genere Euscorpius viventi in Italia ed in alcune zone confinanti. » Atti della Accademia nazionale dei Lincei, sér. 8, vol. 2, no 4, p. 159-230.